# Hjälpkraftsystem
Ett hjälpkraftsystem är ett kraftförsörjningssystem. Denna benämning på ett kraftsystem används ofta i elektriska ställverk för att kunna skilja på den elkraft med ofta lägre spänning som driver olika utrustning  i ställverket från den elkraft som leds genom ställverket och som ofta har mycket högre spänning . Hjälpkraftssystemet utgörs normalt av ett 3-fas 400V-system som matas från en lokaltransformator från ett separat nät eller från en OK-lindning på systemtransformatorn. Detta hjälpkraftsystem kan vara helt eller delvis oberoende av den el som leds genom ställverket eller transformatorstationen. Ett  likströmssystem kan  ta strömmen från batterier under en viss tid om det har uppstått ett strömavbrott i det matande elnät.
Hjälpkraften kan vara ett  växelströmssystem eller ett likströmssystem.
Ett växelströms hjälpkraftsystem används bland annat för kraftmatning till kylsystem samt till belysning och värme. .
Ett likströms hjälpkraftsystem  används bland annat  för kraftmatning till kontrollanläggningssystem, manövrering, indikering, signaler och utlösningsimpulser. 